# Chandsta

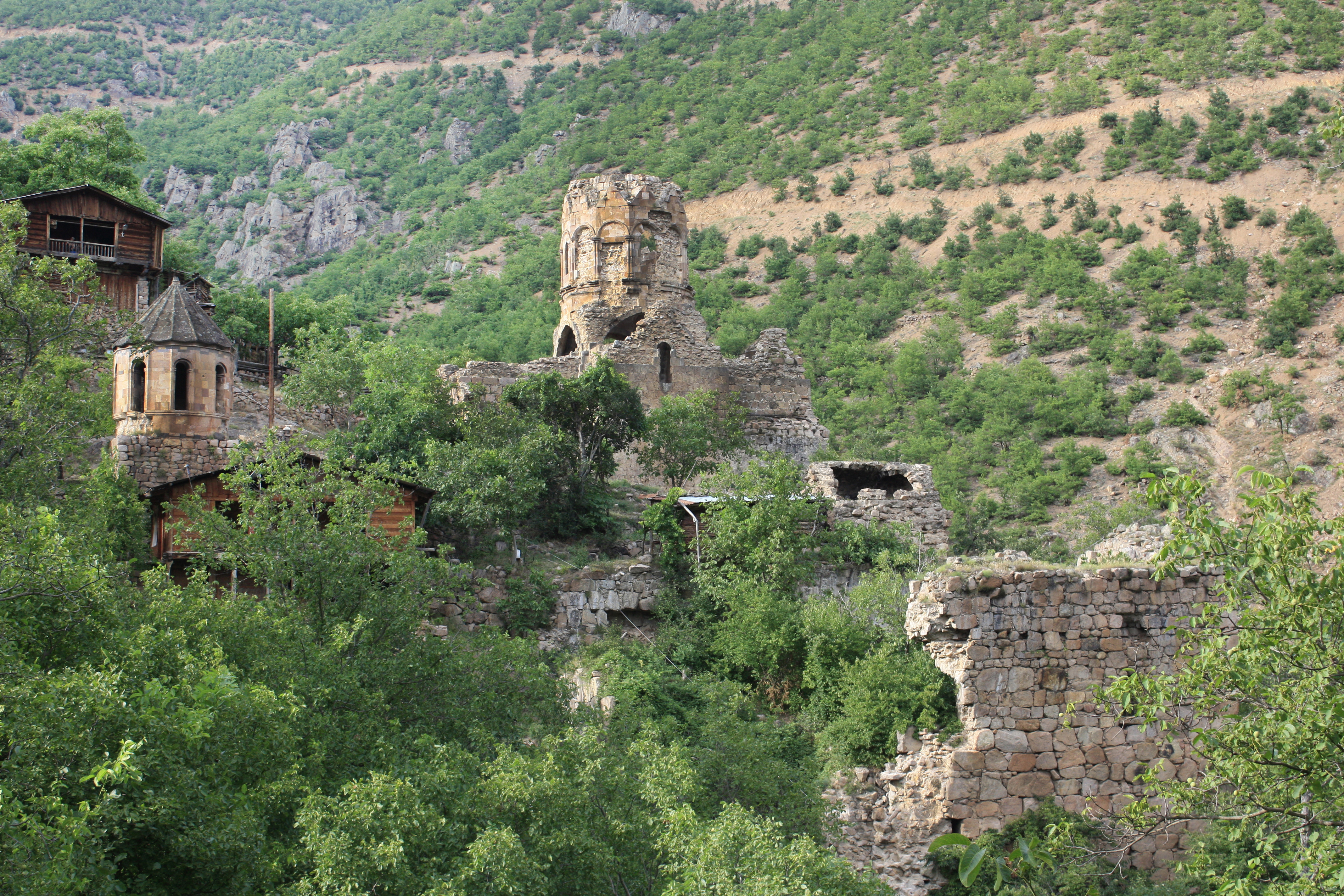
Mitte Klosterkirche, links Glockenturm, rechts im Vordergrund Reste des Speisesaals. Ansicht von Süden. 2010

Chandsta (georgisch ხანძთა, χɑnd͡ztʰɑ) türkisch Porta, ist die Ruine eines mittelalterlichen Klosters des georgischen Königreichs Tao-Klardschetien in der heutigen nordosttürkischen Provinz Artvin. Es wurde Ende des 8. Jahrhunderts neben weiteren georgisch-orthodoxen Klöstern durch den Mönch Grigol Chandsteli (759–861) gegründet. Anfang des 9. Jahrhunderts entstand eine erste Steinkirche, die ein Jahrhundert später der um 940 fertiggestellten und in Trümmern erhaltenen Kreuzkuppelkirche wich. Zur ehemaligen Klosteranlage beim hoch in den Bergen gelegenen Dorf Pirnallı gehört ferner ein Glockenturm aus dem 13./14. Jahrhundert.

## Lage
Koordinaten: 41° 14′ 16,1″ N, 42° 4′ 26,8″ O
Zwischen Artvin im Westen und Ardahan im Osten verläuft die Schnellstraße 10 flussaufwärts in einer bis Şavşat zunehmend enger und steiler werdenden Schlucht entlang des Berta Suyu (georgisch Imerchewi), eines Nebenflusses des Çoruh. An dieser Strecke sind am rechten (nördlichen) Flussufer die Kirchenruinen von vier georgischen Klöstern erhalten. Sie liegen an den Ausläufern der Imerchewi-Berge (türkisch Imerhevi Deresi), die den Südabfall des bis zu 3415 Meter hohen Karçal-Gebirges (Karçal Dağları) darstellen. Der erste Fahrweg führt neun Kilometer nach dem Abzweig der Schnellstraße Richtung Erzurum zur Klosterkirche Dolisqana im Dorf Hamamlıköy. Etwa 20 Kilometer östlich zweigt eine weitere schmale Erdstraße ab, die zunächst parallel über der Schnellstraße am Hang verläuft und nur allmählich an Höhe gewinnt. Nach fünf Kilometern wird eine Weggabelung erreicht, ab der es noch zwei Kilometer nunmehr in Serpentinen steil bergauf bis Opiza sind. Geradeaus geht der Weg ab dieser Gabelung zunächst in etwa derselben Höhe am Felshang über der Talsohle sieben Kilometer weiter bis Chandsta. Die Strecke ist am steilen, kargen Felshang eingegraben, mit Blick auf den Berta Suyu tief unten im Tal. In zwei oder drei kleinen Nebentälern mit Bachläufen praktiziert jeweils ein Gehöft Landwirtschaft auf winzigen, durch hohe Steinmauern dem Hang abgerungenen Terrassen. Ansonsten ist dieser Talabschnitt unbesiedelt. Nach einer Abzweigung verlässt der Fahrweg das Haupttal und führt den letzten Kilometer steil bergauf. An dieser Abzweigung endet ein Fußpfad, der Trittsicherheit verlangt und eine nahezu senkrechte Verbindung zur Straße im Tal herstellt. Die Klosterruinen und die verstreut liegenden Häuser des Dorfes sind nur über Fußpfade von einem Bachbett aus zu erreichen. 
Die Kathedrale von Tbeti kurz vor Şavşat beendet die Reihe der Klosterkirchen in diesem Tal. Etwa 30 Kilometer südlich des Berta Suyu, im Seitental des Ardanuç Çay (georgisch Artanudschistskali), blieb nahe der Kleinstadt Ardanuç die Ruine von Yeni Rabat, dem mutmaßlichen Ort des ehemaligen Klosters Schatberdi, erhalten.

## Geschichte

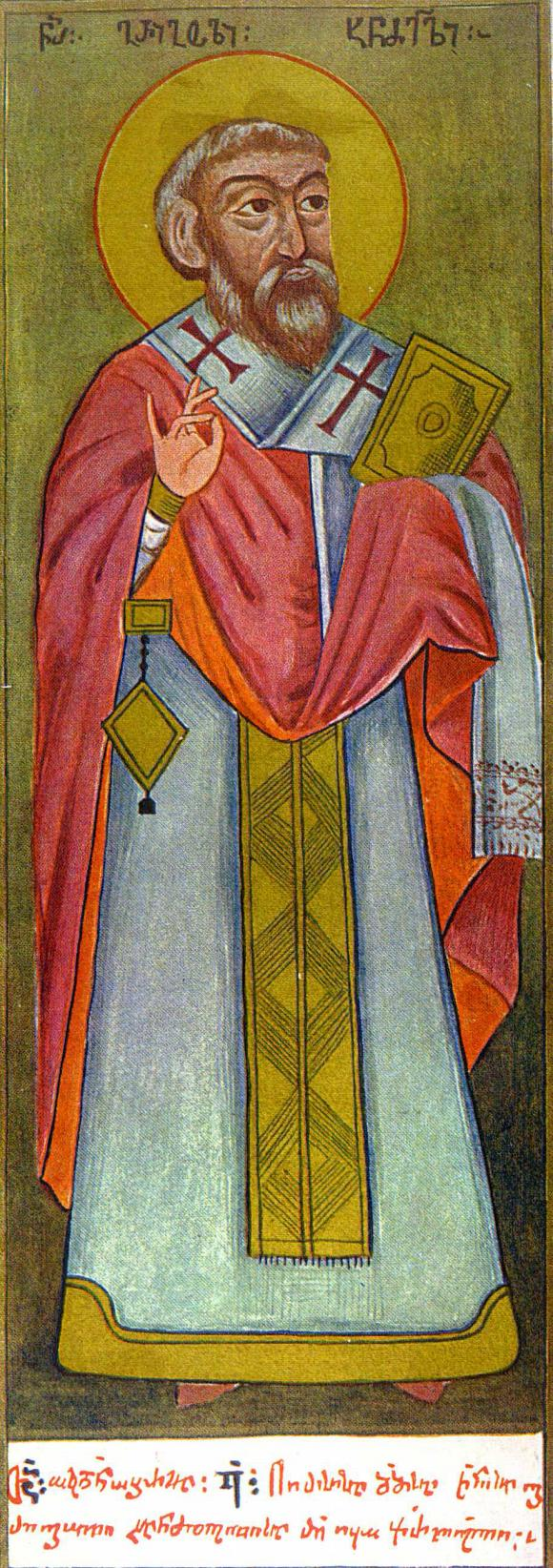
Grigol Chandsteli. Malerei aus dem 18. Jahrhundert

Als sich die arabischen Umayyaden nach der Mitte des 8. Jahrhunderts aus dem iberischen Siedlungsgebiet zurückgezogen hatten, war die Region praktisch entvölkert und wirtschaftlich zusammengebrochen. Der umayyadische Statthalter von Aserbaidschan und Armenien Marwan II. (688–750) war 736 bis 738 mit Strafexpeditionen plündernd durchgezogen; außerdem gab es eine lang andauernde Choleraepidemie. Die schwer zugänglichen Seitentäler im Norden Tao-Klardschetiens stellten für die Mönche geeignete Rückzugsorte für die Gründung von Klöstern dar. In den Waldgebieten lebten nur einzelne Siedler. Im 9. und 10. Jahrhundert errichteten die Mönche in Tao-Klardschetien zahlreiche Kirchen und Klöster. Ende des 10. Jahrhunderts vereinigte König Bagrat III. aus der Dynastie der Bagratiden Tao-Klardschetien mit drei weiteren Fürstentümern zum Königreich Georgien. 
Opiza war das älteste Kloster in Tao-Klardschetien; es wurde Mitte des 8. Jahrhunderts gegründet. Der Mönch Giorgi Mertschule verfasste 951 im Skriptorium (Schreibstube) von Chandsta die Hagiographie „Das Leben von Grigol Chandsteli“ über Grigol Chandsteli, der in Kartlien geboren wurde und um 782 als Priester nach Tao-Klardschetien kam. Dieses Werk beschreibt ausführlich die Entstehung des Klosters und den Bau der Kirche. Grigol soll zunächst in Opiza gewohnt und von hier aus auf Anregung von König Aschot I. (reg. 813–830) in den 830er und 840er Jahren drei Mönchs- und zwei Nonnenklöster gegründet haben. Aschot hielt sich in den 820er Jahren in der Festung Ardanuç (georgisch Artanudschi) auf, die er zum Zentrum seines neu gebildeten Reiches machte. Er sorgte für stabile politische Verhältnisse und einen allmählich einsetzenden wirtschaftlichen Aufschwung, welcher die Klostergründungen begünstigte. 
Dies geht auch aus einer weiteren Schrift mit dem Titel „Das Leben des Serapion von Sarsma“ über den um 900 verstorbenen Mönch Serapion hervor. Mittelalterliche Schreiber verwiesen auf die Wunderkraft Johannes des Täufers, die Grigol bei seinem Werk beflügelt haben soll. Nach Giorgi Mertschule suchte Grigol zwei Jahre im Umkreis von Opiza nach einem geeigneten Ort für eine Klostergründung, bis er ihn schließlich bei der Behausung eines Einsiedlers fand. Der berichtende Mönch lobte das von Gott gesegnete Land, die nahe Quelle, die abgeschiedene Lage und den Weinbau der Klosterbrüder. Die Mönche mussten anfangs alle Werkzeuge und was sie zum Leben brauchten selbst herstellen. Als erstes wurden eine Holzkirche und einige Mönchszellen gebaut, später kam ein Refektorium (Speisesaal) hinzu. Vermutlich Anfang des 9. Jahrhunderts ersetzte man mit finanzieller Unterstützung des lokalen Feudalherren Gabriel Dapantschuli die Holzkirche durch ein Gotteshaus aus Stein. Die ersten Kirchen der Region waren einschiffige Saalkirchen oder dreischiffige Basiliken. Die Kirche in Chandsta wurde mit Ikonen aus Konstantinopel ausgestattet und einem Typikon (einer Sammlung von Mönchsregeln), das man aus dem Kloster Mar Saba bei Jerusalem herbeischaffte. Grigol war mittlerweile zum Archimandriten, dem Vorsteher über alle hiesigen Klöster, ernannt worden und gründete in Schatberdi (Yeni Rabat) ein weiteres Mönchskloster und mit Gunatle und Mere zwei Nonnenklöster. Auf Grigols Schüler gehen weitere Klostergründungen wie İşhan und Bana in den folgenden Jahrzehnten zurück. Ihnen allen ist zu verdanken, dass das Tal des Berta Suyu zum Zentrum des „Georgischen Sinai“ wurde.
In der Schule von Chandsta erhielten die Mönche eine religiöse Ausbildung, im Scriptorium verfassten gebildete Mönche eigene Texte oder kopierten das religiöse Schrifttum. Grigol selbst soll mehrere Sprachen, darunter Griechisch und Aramäisch beherrscht haben. Nach Mertschule verfasste Grigol ein Menäon (liturgisches Monatsbuch) und mehrere Hymnen. Zu den weiteren Gelehrten, die in Chandsta tätig waren, gehörte Arsen Sapareli (830–887), der spätere Bischof von Kartlien. Er schrieb eine Abhandlung über die religiöse Spaltung zwischen Georgien und Armenien und über das Martyrium des Abibos von Nekressi. Der in Chandsta ausgebildete Mönch Makari Leteteli ließ sich als Kalligraph in Mar Saba bei Jerusalem nieder, wo er 864 die Chrestomathie (Textsammlung für Unterrichtszwecke) Mravaltavi herausgab. Das Kloster in Palästina war ein bedeutendes Zentrum für georgische Literatur.

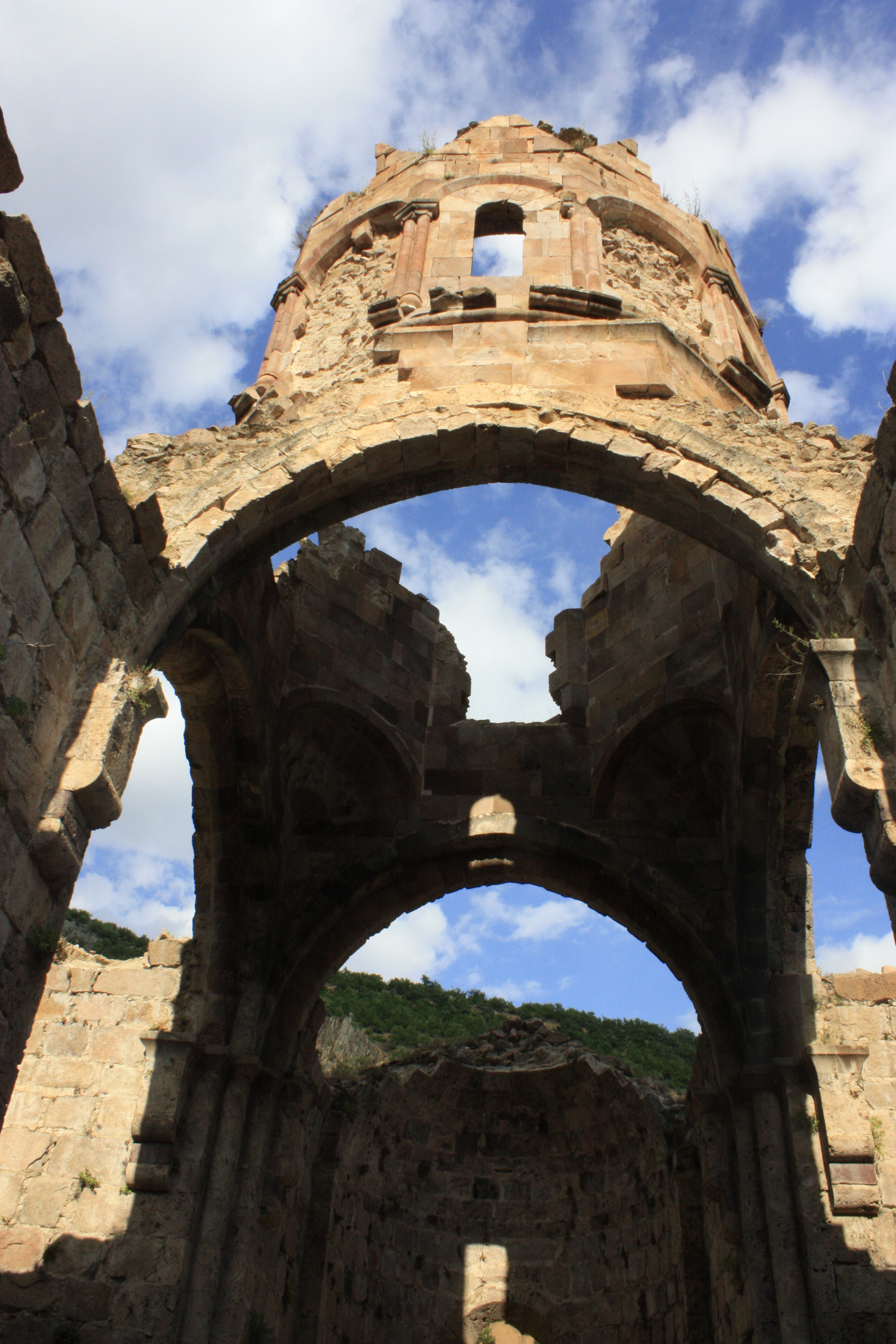
Zustand von 2010

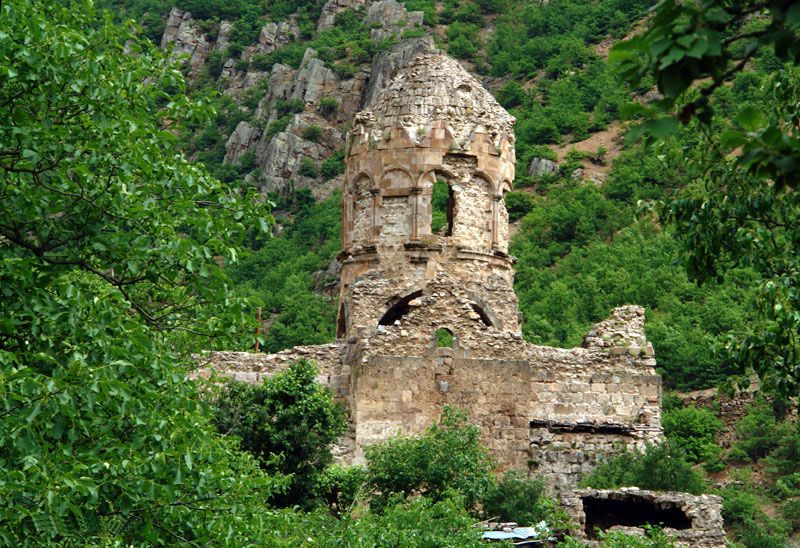
2007 war die heute eingestürzte Kuppel der Klosterkirche noch erhalten. Ansicht von Osten

Bereits gegen Ende des 9. Jahrhunderts war die Kirche in Chandsta nicht mehr ausreichend und der Abt des Klosters, Arsen, veranlasste für die größer gewordene Mönchsgemeinde den Bau einer neuen Kirche. Mit ihrem Bau wurde unter Prinz Aschot Kuchi (reg. 896–918), dem Eristawi („Großherzog“) von Tao-Klardschetien und Sohn des Kuropalaten Gurgen I. († 891) begonnen. Mertschule nennt ihn einen großzügigen Förderer von Chandsta. Die Bauarbeiten erwiesen sich dem Bericht nach als sehr anstrengend, weil an dem Steilhang zunächst eine ebene Plattform geschaffen und hierfür Steine und Mörtel auf rutschigen und steilen Pfaden von weit hergetragen werden mussten. Dadurch zogen sich die Arbeiten in die Länge und die Kirche wurde erst unter dem Eristawi Gurgen II. (reg. 918–941) fertiggestellt. Giorgi Mertschule dürfte aus eigener Anschauung über den Bau berichtet haben. In „Das Leben von Grigol Chandsteli“ gibt er außerdem einen historischen Abriss über das Königtum in Tao-Klardschetien und schildert die sozialen Verhältnisse; er war wohl darüber hinaus einer der führenden Hymnendichter. Unter den späteren Gelehrten aus Chandsta ist Mose Chandsteli überliefert, der im 11. Jahrhundert wirkte und unter anderem 1083 die biblischen Prophetenbücher für das Kloster in Schatberdi kopierte. Im 12./13. Jahrhundert bezahlte ein gewisser Mönch Giorgi Lösegeld an Ungläubige, um eine Hymnensammlung für das Kloster zurückzubekommen, und ein Stephan genannter Mönch kopierte das Menäon für den Monat Dezember.
Von der ersten Steinkirche blieben weder Reste erhalten, noch ist ihre Lage bekannt. Das älteste identifizierbare Gebäude war eine Kapelle mit den Außenmaßen 5,8 × 4,4 Meter, die auf einer halbwegs ebenen Fläche südlich unterhalb der Kirche an einer Quelle stand, die aus der Ostwand hervortrat. Sie scheint aus der Frühzeit des Klosterlebens zu stammen. Ihre Wände bestanden aus roh behauenen Quadern; ungewöhnlich für ein so kleines Gebäude ist, dass sie knapp einen Meter stark waren. Die nur sparsame Verwendung von Mörtel und der Verzicht auf sämtliche Schmuckformen ist ein Hinweis auf den Materialmangel und die beschränkten technischen Möglichkeiten der ersten Mönche. Das Gebäude weist Ähnlichkeiten mit der in den 820er Jahren gebauten Privatkapelle Aschots in der Festung Artanudschi auf. 
Ein Vergleich mit den Klosterkirchen von Dolisqana und Opiza zeigt, dass mit dem Bau der zweiten Steinkirche in Chandsta frühestens gegen Ende der Regierungszeit von Aschot Kuchi begonnen worden sein kann. Vermutlich fiel die gesamte Bauzeit in die Jahre 918 bis 941, als sein Nachfolger Gurgen regierte. Zu dieser Zeit dürften die Nebengebäude des Klosters wie das Refektorium und die Mönchszellen sowie die Umfassungsmauer bereits bestanden haben. Giorgi Mertschule spricht nur von der „neuen und schönen Kirche“, ohne jemals die übrigen Gebäude zu erwähnen.
Nach einem Inschriftstein, der in einer Hauswand zweitverwendet wurde, stiftete der Bagratide David III. (Kuropalat, reg. 966–1001) eine Stoa, womit vielleicht ein Vorbau gemeint war. Der gut erhaltene, freistehende Glockenturm dürfte frühestens aus dem 13. Jahrhundert stammen, da in der georgischen Architektur keine Glockentürme aus älterer Zeit bekannt sind.
Mitte des 16. Jahrhunderts fiel die Region an das Osmanische Reich, was das Ende für das georgische Klosterleben bedeutete. Im August 1894 kam der Linguist Nikolai Jakowlewitsch Marr nach Porta und war sofort davon überzeugt, das Kloster Schatberdi gefunden zu haben. Der georgische Historiker Pavle Ingorokva (1893–1990) machte aufgrund von Quellenstudien und ohne selbst vor Ort gewesen zu sein in seiner Biografie über Giorgi Mertschule (Tiflis, 1954) auf die Verwechslung aufmerksam. Nicole und Jean-Michel Thierry führten als erste Kunsthistoriker nach dem Zweiten Weltkrieg seit Anfang der 1960er Jahre Forschungsreisen im bis dahin schwer zugänglichen Nordosten der Türkei durch. Wachtang Djobadze veröffentlichte 1992 eine Monografie über seine Untersuchungen der georgischen Kirchen in der Osttürkei. Er war 1967 erstmals in Chandsta.

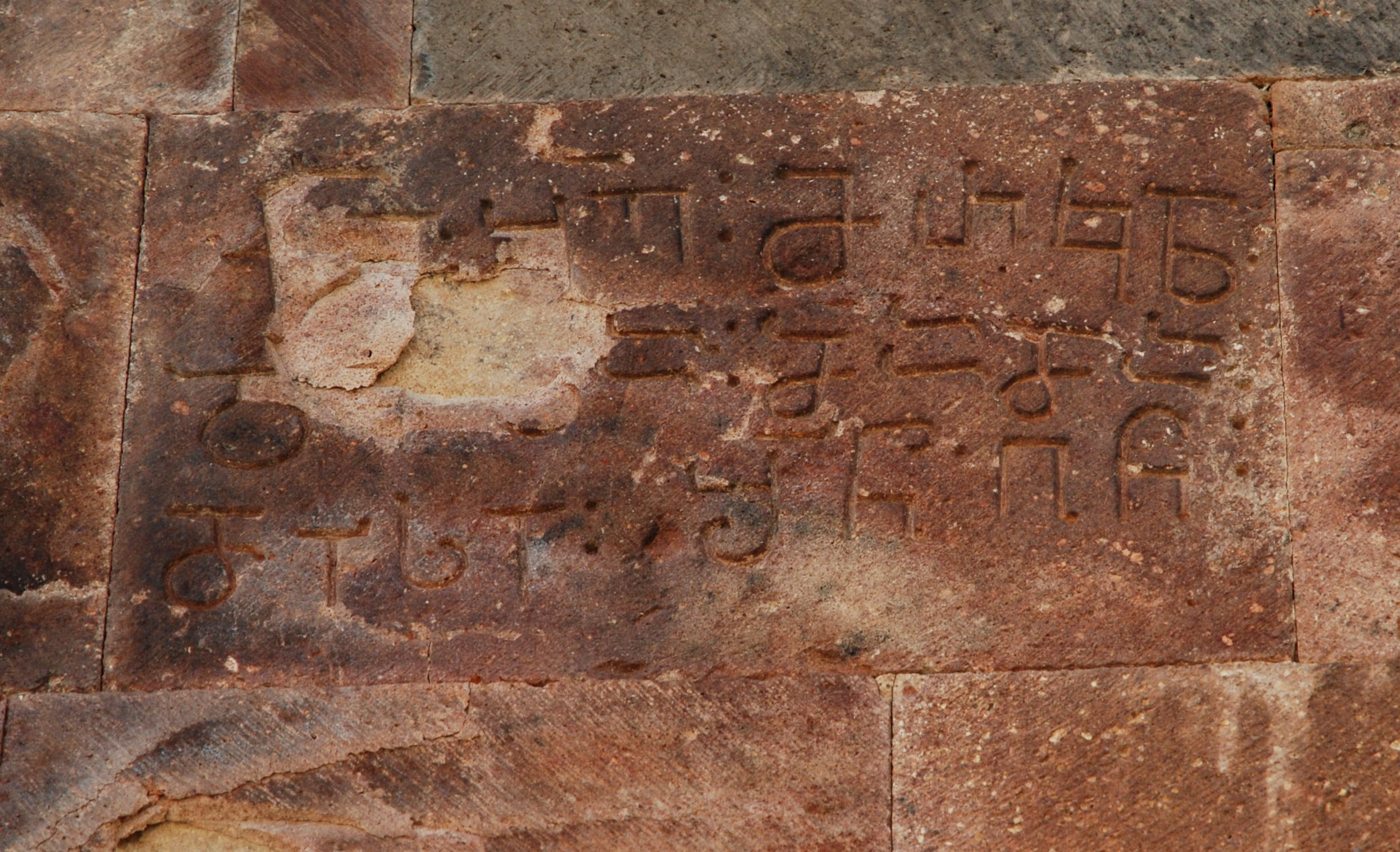
Dreizeilige Inschrift an der Westseite des Glockenturms

Die Identifizierung des Ortes Porta mit dem Kloster Chandsta basiert hauptsächlich auf dem Werk „Das Leben des Grigol Chandsteli“. Demnach war Chandsta das nächstgelegene Kloster von Opiza, und Schatberdi lag in größerer Entfernung als die übrigen Klöster im Umkreis (des Berta-Suyu-Tals). Giorgi Mertschule schildert eine Reise, die König Bagrat I. (reg. 937–945) mit seinen beiden Brüdern, Grigol Chandsteli und einigen Mönchen zu den Klöstern unternahm. Von ihrem Ausgangspunkt Artanudschi, der Hauptstadt des Königreichs, besuchte die Gruppe zunächst in der Nähe Schatberdi (Yeni Rabat), dann Berta, bis sie schließlich in einem Bogen von Westen nach Osten durch Opiza, Chandsta bis Beretelta kamen. Folglich müssen sie durch das Tal bei Porta gekommen sein. Um Chandsta habe es nicht genug Land zur Selbstversorgung der Mönche gegeben, weswegen ihnen König Aschot fruchtbares Land bei Schatberdi zusprach, sodass Grigol Chandsteli dort ein neues Kloster gründen konnte. Tatsächlich liegt Porta in einem engen Taleinschnitt ohne landwirtschaftliche Anbauflächen und Yeni Rabat ist von fruchtbaren Feldern umgeben. Ein weiterer deutlicher Hinweis zur Lokalisierung ergibt sich aus dem Kolophon eines georgischen Manuskripts, das heute im Katharinenkloster auf dem Sinai aufbewahrt wird. Darin wird ein Grigol als Erbauer von Chandsta und ein Markos als Erbauer des dortigen Glockenturms genannt. Chandsta besaß als einziges Kloster Tao-Klardschetiens einen Glockenturm, an dem überdies in einer Inschrift der Name Markos erwähnt wird.

## Architektur

Grundplan des Klosters. Von oben nach unten: Kirche, Mönchszellen und Speisesaal. Links der freistehende Glockenturm

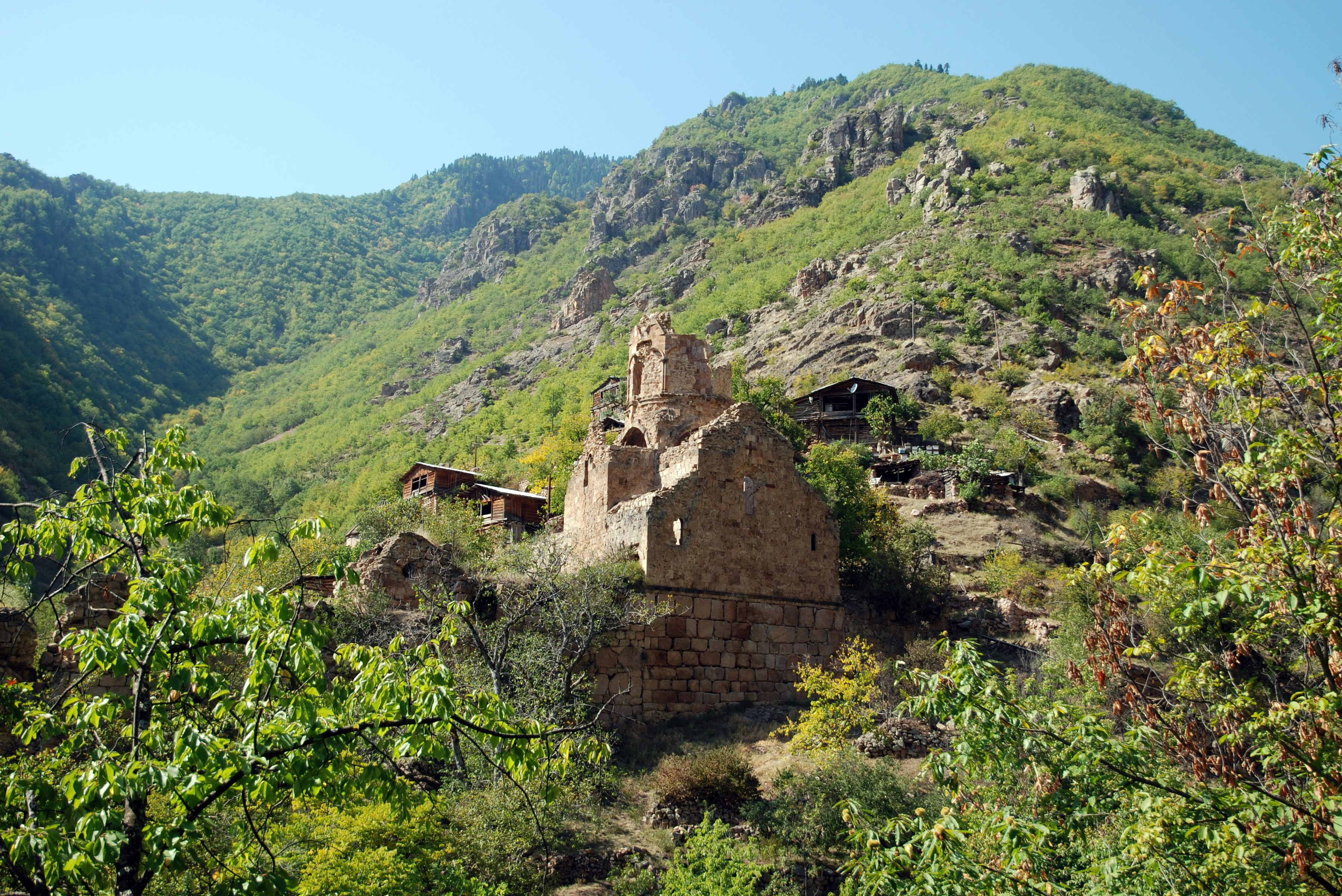
Kirche und Klostergebäude auf hoher Stützmauer. Ansicht von Osten, 2012

Das Kloster lag innerhalb einer etwa 38 × 51 Meter großen, in Nord-Süd-Richtung gestreckten Ummauerung. Die Ostmauer wurde im Wesentlichen durch die Reihe der großen Klostergebäude gebildet, beginnend mit der Kirche aus dem 10. Jahrhundert im Norden, an die sich ältere Nebenräume, eine Kapelle und das Refektorium in der Südostecke anschlossen. Zum Bau der Kirche musste ein Teil des Hügels abgetragen werden. Für die Klostergebäude waren hohe Stützmauern nötig, die nicht vollständig mit Erde hinterfüllt wurden. Stattdessen baute man an mehreren Stellen tonnenüberwölbte Hohlräume ein, die als Weinkeller dienten und zugleich den Druck der aufgefüllten Erde auf die Stützmauern verringerten. Von den Nebengebäuden sind kaum noch Reste erhalten, da Bauern der Umgebung mit dem Steinmaterial Fundamente für ihre bescheidenen Bretterhäuser erstellten. Nach der Beschreibung von Marr gab es 1904 auf drei abgestuften Terrassen noch die Ruinen einiger Schulräume und sonstiger Klostergebäude. Der Glockenturm steht isoliert etwa 15 Meter von der Südwestecke der Kirche entfernt. Er überlebte bis in jüngste Zeit als Lager für Heu und steht heute leer. In seiner Nähe fand Marr eine 2,6 × 1,1 Meter große Weinpresse, die nunmehr verschwunden ist. Die erhaltene Stützmauer an der Ostseite besteht aus grob behauenen und annähernd rechteckigen Steinblöcken, die zu Höhen von sechs bis acht Metern aufragen. Auf der Hälfte der 51 Meter langen Wand trägt ein 4 Meter breiter und 2,2 Meter mächtiger Strebepfeiler zur Stabilisierung bei. Einige der Steine stammen aus dem Bachbett wenig unterhalb.

### Mönchszellen
An die Südseite der Kirche grenzte ein dreigeschossiges Gebäude an mit drei schmalen Zellen in den beiden oberen Stockwerken. Deren Grundfläche maß 5,8 × 2,5 Meter bei einer Höhe von 2,6 Metern. Jede Mönchszelle besaß in der westlichen Schmalseite eine 1,05 Meter breite Tür und gegenüber einen Fensterschlitz. Zwischen Kirche und der ersten Zelle lag ein Gang, von dem aus ein Tunnel zu einem Raum unterhalb des südlichen Apsisnebenraums (Pastophorium) führte. Eingebaut in die dicken Wände südlich der dritten Zelle war eine Kapelle von 6,2 × 9 Metern außen. Die lichte Weite innen betrug 2,85 × 4,5 Meter für den Betraum, dem sich im Osten eine 1,5 Meter tiefe halbrunde Apsis mit einem um eine Stufe höheren Bodenniveau anschloss. Eine typische Ausstattung für solche Apsiden sind eine zentrale Fensteröffnung und seitliche Wandnischen. 1967 waren noch geringe Malereireste in der Apsis erkennbar. Die Mönchszellen und die Kapelle waren über einen 1,6 Meter breiten, auf den zentralen Innenhof gewandten Balkon entlang der Westseite miteinander verbunden. Räume unbekannter Größe und Funktion lagen im Untergeschoss. Auf der gegenüberliegenden Seite des Hofes dürften weitere Unterkünfte für die Mönche gestanden haben. Giorgi Mertschule beschreibt das Leben der Mönche als hart und nach strengen Regeln ausgerichtet. Es gab weder Feuerstellen in den Zellen, noch zündeten die Mönche nachts Kerzen an. Die einzige Ausstattung war ein einfaches Nachtlager und ein Gefäß mit Wasser.

### Refektorium
Das größte Gebäude beinhaltete den Speisesaal in der Südostecke des Klosters, angrenzend an die Kapelle. Zwei Türen in der Nordwand (1,7 und 1,0 Meter breit) führten in eine 17,5 × 12 Meter große Halle, die von zwei Tonnengewölben überdeckt wurde. Vier Gurtbögen, die sich zwischen der mittleren Pfeilerreihe und Pilastern an den Wänden spannten, gliederten die Decke. Die Stärke der Außenwände variierte zwischen 0,9 und 1,3 Metern. Die Wandschalen bestanden aus annähernd rechteckigen Blöcken, die in waagrechten Lagen vermauert waren. Der Füllraum in der Wandmitte war außergewöhnlich schmal und maß weniger als ein Drittel der Wandbreite. Wie Mertschule erwähnt, gab es nicht ausreichend Mörtel, um den eingefüllten Steinschutt zu festigen, weshalb die Steine teilweise nicht ausreichend miteinander verbunden waren. Drei breite Fenster in der Ostwand und drei schmälere Rundbogenfenster in der Südwand erhellten den Raum. In der Südwestecke führte wohl eine Öffnung im Boden zu einem Raum darunter, der als Weinkeller gedient haben könnte.
Die Verwendung von groben und großen Steinblöcken aus dem Bachbett, die unverputzten Wände und die sonstige Verarbeitungstechnik lassen auf eine frühe Bauzeit schließen, möglicherweise noch zu Lebzeiten von Grigol Chandsteli. Mertschule zufolge baute der Klostergründer zunächst eine Holzkirche, danach jeweils eine Zelle für sich und seine Mitstreiter und schließlich ein großes Refektorium. Die Gebäudegröße entspricht etwa den Refektorien von Opiza und Otchta Eklesia (Dörtkilise), nur der Speisesaal von Oschki (Öşk Vank) war mit 31,8 × 16,4 Metern noch größer und damit vermutlich auch die Zahl der dortigen Mönche.

### Klosterkirche

Grundplan der Klosterkirche

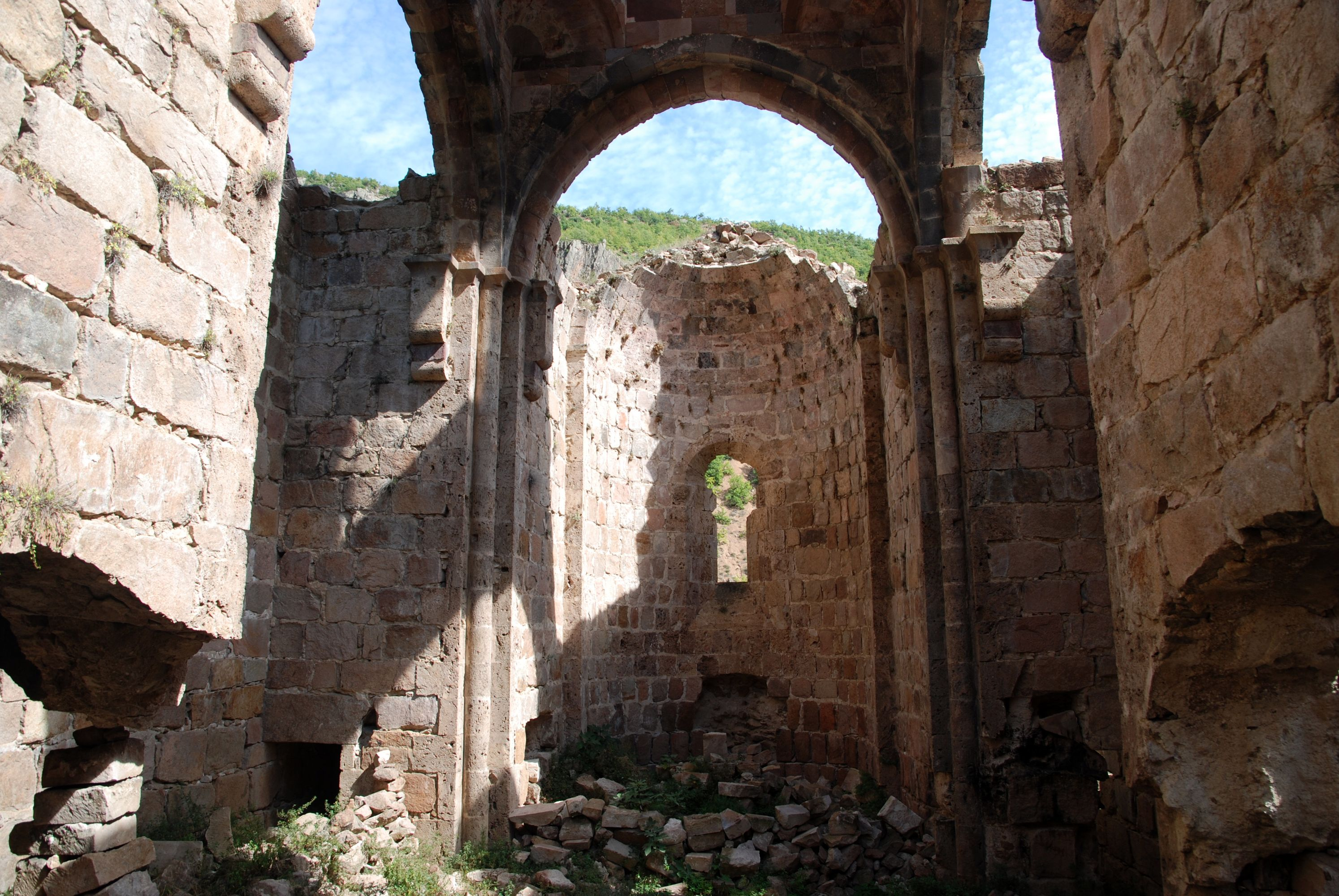
Vom Kirchenschiff Richtung Apsis. Am linken Bildrand hängt der südwestliche Pfeiler der Kuppelkonstruktion in der Luft. Statische Erhaltungsmaßnahmen gibt es nicht. 2012

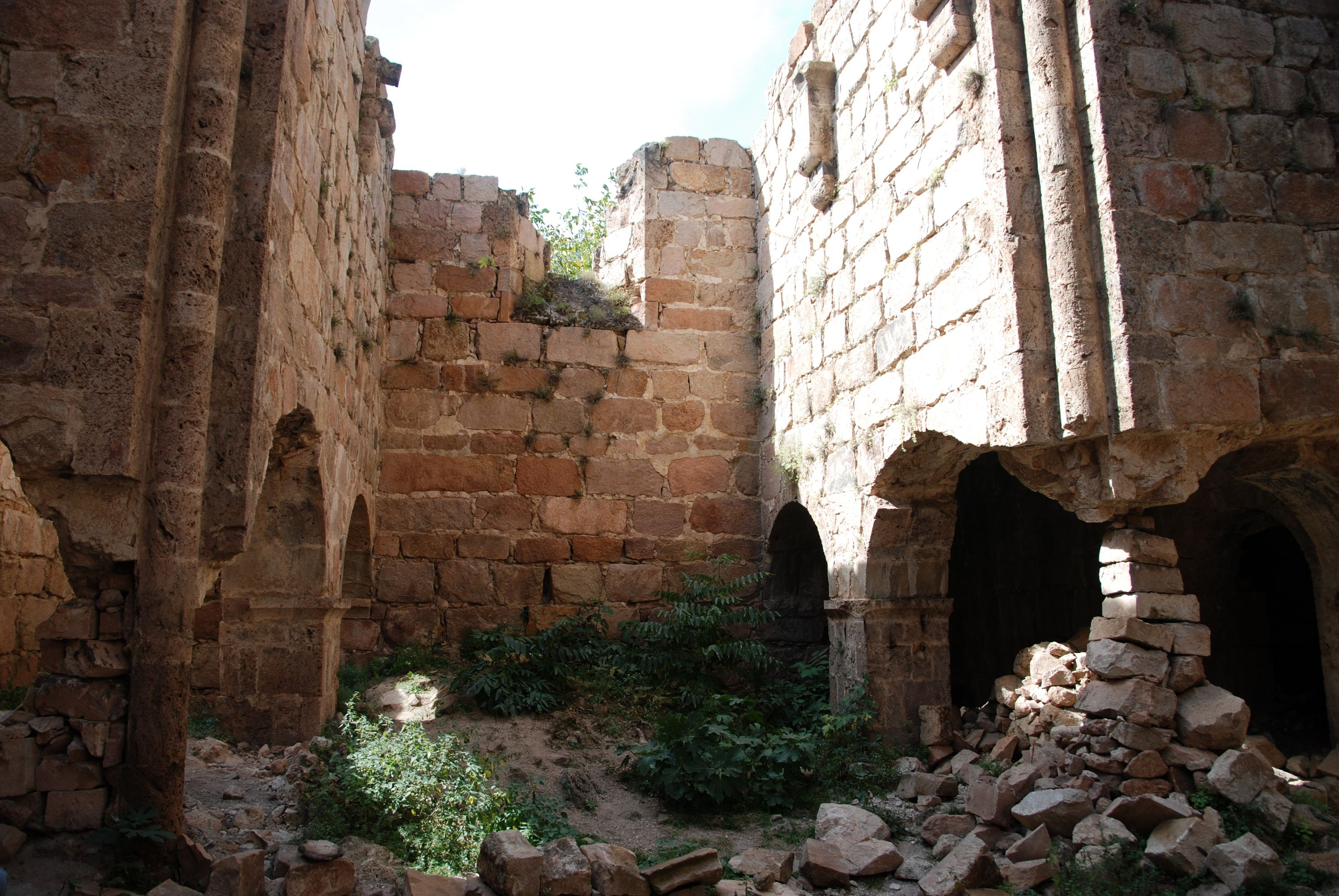
Gegenrichtung: Kirchenschiff im Westen. 2012

Die alle Gebäude und die Umgebung dominierende Kirche steht auf einer bis zu sechs Meter hohen Terrasse am Hang oberhalb der anderen Gebäude. Das Bodenniveau lag etwa auf der Höhe des Gewölbeansatzes des Refektoriums. Die Bauform der Kirche folgte dem Mitte des 6. Jahrhunderts in Georgien aufgekommenen Prinzip der Zentralbauten. Deren Grundriss in Form eines griechischen Kreuzes bildete die Grundlage des georgischen Kirchenbaus, der nach Westen häufig durch Kombination mit dem älteren basilikalen Bautyp verlängert wurde. Bei der Kirche von Chandsta liegt der kreuzförmig angelegte Zentralraum, dessen Kuppeldecke von einem durchfensterten Tambour erhöht wird, innerhalb eines außen rechteckigen Grundplans. Die Gesamtlänge beträgt innen einschließlich eines Presbyteriums und der dahinter sich öffnenden halbkreisförmigen Apsis 16,85 Meter. Auf beiden Seiten grenzen an die Apsis 4,5 × 2,4 Meter große rechteckige Nebenräume (Pastophorien), die nur durch Türen mit den Querschiffen, aber nicht mit der Apsis verbunden waren.
Der Westarm mit seinem 4,6 Meter breiten Mittelschiff und Seitenschiffen in der Fluchtlinie der Pastophorien von nur zwei Metern Breite entspricht dem Betsaal einer dreischiffigen Basilika. In dieser Übergangsform wurde das Maß einer zeitgenössischen Kreuzkuppelkirche mit dem üblichen Breitenverhältnis der drei Basilikaschiffe von 2,3 : 1 kombiniert. Die einzigen Zugänge waren jeweils eine Rundbogentür in der Nord- und Südwand im Bereich des Westarms. Ihre geringe Breite von nur 1,2 Meter lässt sich mit einem erhöhten Sicherheitsbedürfnis erklären.
Die Kuppel wird von einem innen oktogonalen und außen zwölfeckigen Tambour überhöht, der sich auf eine quadratische Basiskonstruktion mit vier etwas spitz zulaufenden Rundbögen im Zentrum stützt. Deren Auflager sind im Osten die beiden Wandecken des Chors und im Westen zwei freistehende Pfeiler. Der Übergang aus dem Rechteck zum Kuppelkreis erfolgt wie in Yeni Rabat und Opiza über Pendentifs mit einem aufgesetzten Halbkreis aus Trompen (Scheintrompen). Die zwölf Wandflächen werden durch Doppelsäulen gegliedert, die über Blendbögen miteinander verbunden sind. Die Säulen enden in stilisierten dorischen Kapitellen, die sich aus einem Abakus und einem Echinus mit halben Scheiben darunter zusammensetzen. Wie in Opiza wurde der Dachkegel in der ungewöhnlichen und eleganten Form eines Faltendachs gestaltet. Die Zickzacklinie der Traufkante sorgte für kleine Giebel über jeder der zwölf Wandflächen. Zum Bau der Kuppel verwendete man sorgfältig behauenen, feinkörnigen Sandstein; die Verarbeitung erfolgte wesentlich sorgfältiger als an jedem anderen Bereich der Kirche. Mertschule lobte dementsprechend den Architekten der Kirche, Amona, als einen „Baumeister mit großer Weisheit“. 
Pigmentspuren an den Doppelsäulen zeigen, dass diese einst violett bemalt waren. Polychrom gestaltete Außenwände – durch aufgebrachte Pigmente oder durch unterschiedliche Gesteinsarten – sind typisch für Kirchenbauten aus der ersten Hälfte des 10. Jahrhunderts in Tao-Klardschetien. Amona war wohl der erste Baumeister in Tao-Klardschetien, welcher der architektonischen Gestaltung durch malerische Elemente zu einer besonderen Ausdruckskraft verhalf. Das erste Reliefkreuz am Ostgiebel einer georgischen Kirche taucht an der Dreikirchenbasilika von Gurdschaani auf. In Chandsta nahm dieses Kreuz erstmals eine monumentale Größe an. Nachfolgend wurde das Reliefkreuz zu einem charakteristischen Element georgischer Kirchenfassaden; seit dem 10./11. Jahrhundert erscheint es nicht mehr direkt über dem Apsisfenster, sondern hoch oben an der Ostwand.

### Glockenturm

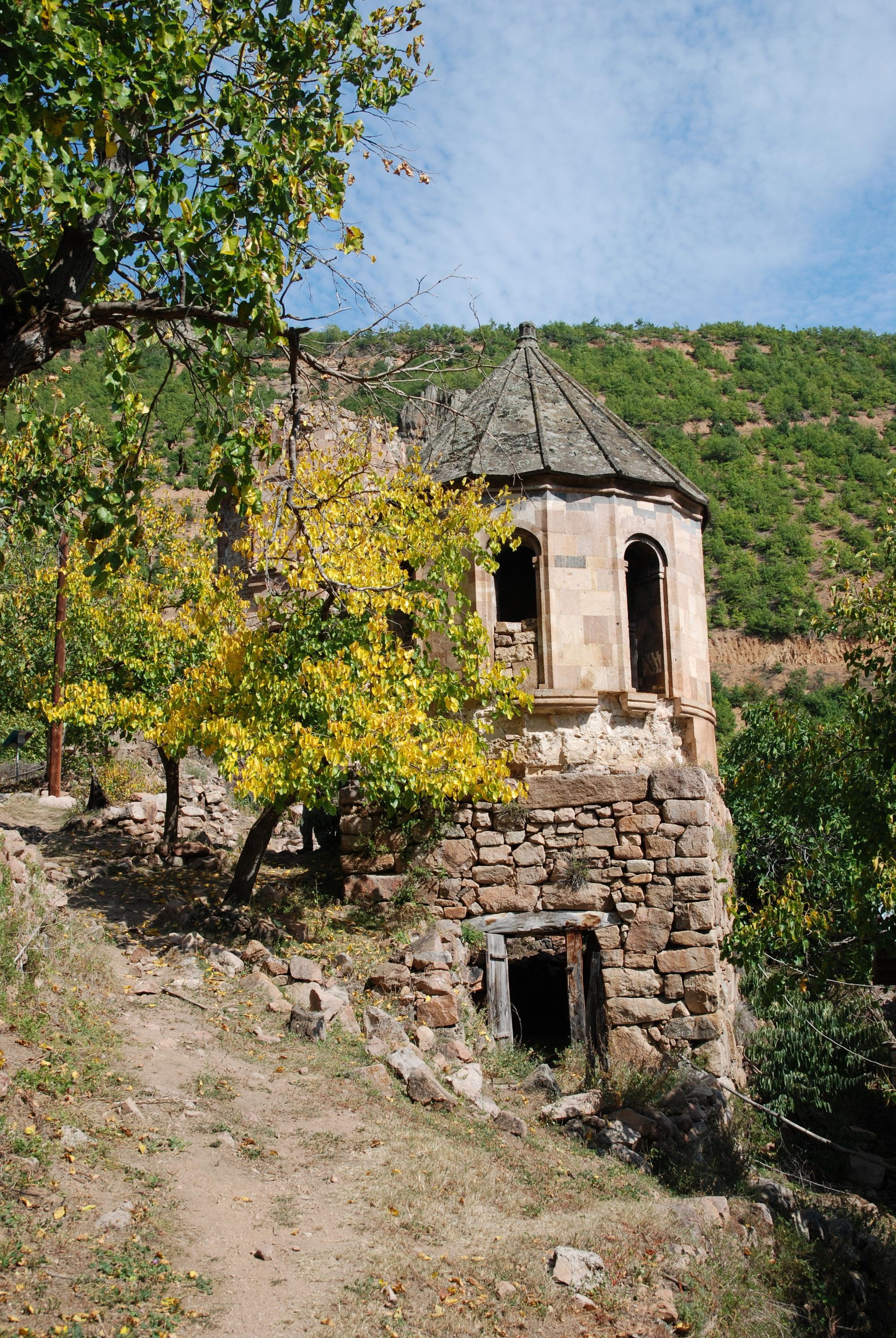
Glockenturm mit Unterbau von Westen

Der zweistöckige Glockenturm im Südwesten der Kirche ist das am besten erhaltene Gebäude des Klosters. Das Untergeschoss bildet ein Quadrat von außen 4,5 Metern Seitenlänge, mit einem Zugang an der Westseite. Für seinen Bau verwendete man grob behauene, annähernd rechteckige Blöcke in sehr unterschiedlichen Größen. Der eigentliche Turm darüber besitzt 16 Wandflächen über einer kreisrunden Basis. Jede zweite Wand wird von einer 1,95 Meter hohen und 0,58 Meter breiten Rundbogenöffnung durchbrochen. 16 aus glatten Steinplatten gebildete Flächen, die durch Rippen optisch voneinander getrennt sind, formen ein Pyramidendach. Die Traufkante ist leicht zickzackförmig ausgebildet und übernimmt somit kaum erkennbar die Form der Tambourkuppel. 
Die Qualität der Bauausführung entspricht derjenigen am Tambour. Zwei im altgeorgischen Alphabet Mrglowani ausgeführte Inschriften mit kantigen Buchstaben und Doppelpunkten zwischen den Wörtern sind an der Außenwand des Glockenturms erhalten. Sie wurden während der Bauzeit angebracht und führen zu dem Schluss, dass der Glockenturm wesentlich später als die Kirche datiert werden muss. Die erste Inschrift mit sechs Zeilen befindet sich an der Nordostseite. Sie nennt als Baumeister einen Abesalma und seine Gehilfen Kamir und Kazan. Auf der zweiten, dreizeiligen Inschrift an der Westseite ist der Name Markos zu lesen, wobei dessen Funktion nicht angegeben ist. Vermutlich war Abesalma der leitende Steinmetz am Glockenturm und Markos dürfte ebenfalls eine führende Funktion bei der Bauüberwachung gehabt haben.